# 克劳斯·埃尔
克劳斯·埃尔（德語：Klaus Ehl，1949年8月16日—），德国男子田径运动员，主攻短跑。他曾代表西德参加1972年夏季奥林匹克运动会田径比赛，获得男子4×100米接力铜牌。